# Arta olmecă

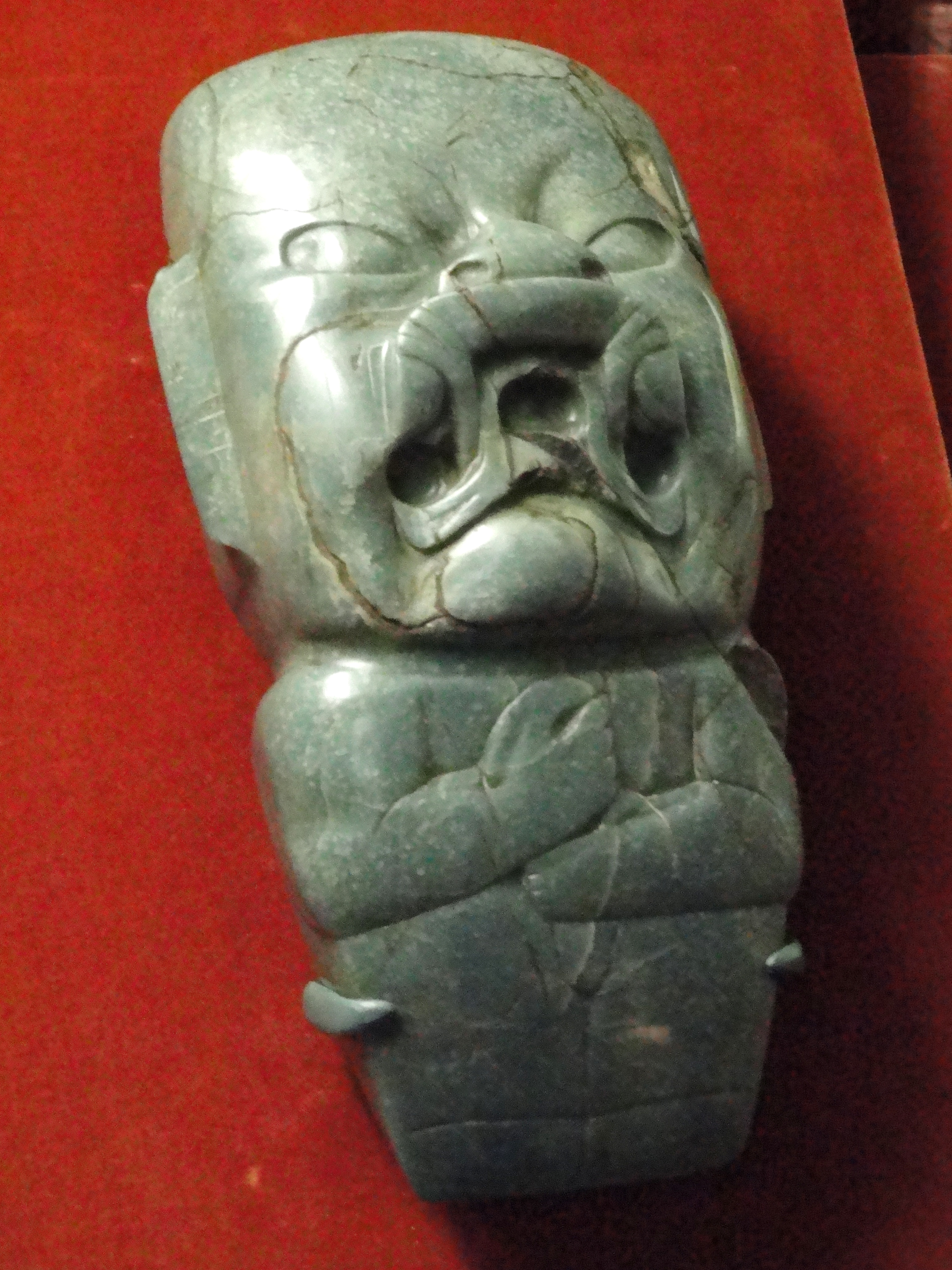
Unul dintre cele mai cunoscute artefacte olmece (poate chiar cel mai cunoscut), fiind una dintre Securile Kunz

Prin termenul de „artă olmecă” (în spaniolă: arta olmeca) se înțeleg operele de artă ale civilizației olmece. Cultura olmecă a fost definită pentru prima dată ca un stil de artă și aceasta continuă să fie semnul distinctiv al culturii. Prelucrată într-un număr mare de obiecte într-un număr mare de medii, ca jadul, lutul, și bazaltul, arta olmecă. Două dintre cele mai cunoscute opere ale artei olmece sunt „Luptătorul”. În arta olmecă sunt reprezentate în mare parte creaturi antropomorfe, o parte fantastice, de multe ori foarte stilizate, folosind o iconografie care reflectă un sens religios. Motivele comune includ gura descendentă și capul de despicare, ambele fiind observate în reprezentările vârcojaguarilor.
În plus, față de subiectele umane și umanoide, artizanii olmeci au înfățișat și animale.
În timp ce figruinele olmece se găsesc din abundență în siturile din perioada Preclasica a Mesoamericii, monumentele de piatră cum ar fi capetele colosale sunt mult mai reprezentative pentru arta olmecă. Aceste monumente pot să fie divizate în 4 categorii:
1. Capetele colosale (care pot să fie de până la 3 metri în înălțime (10 picioare));
2. Altarele dreptunghiulare (asemănătoare cu niște tronuri);
3. Sculpturile, ca gemenii de la El Azuzul sau Monumentul 1 de la San Martín Pajapan; și
4. Stelele, ca Monumentul 19 de la La Venta. De-a lungul timpului, stelele s-au transformat din simple reprezentări ale unor figurine, ca Monumentul 19 sau ca Stela 1 de la La Venta, în reprezentări ale unor evenimente istorice. Punctul culminant al acestei mode apare în monumentele postolmece, ca „La Mojarra Stela 1”, în care reprezentarea unui conducător cu scrieri și cu calendarul lung mesoamerican.[4]

## Caracteristici
- Realismul cu care este reprezentat omul: reprezentările umane au o formă alungită, cu picioare scurte, capul înalt, fără să fie prea proeminent în spate, cu buzele groase, nasul lat și turtit.

## Capetele colosale

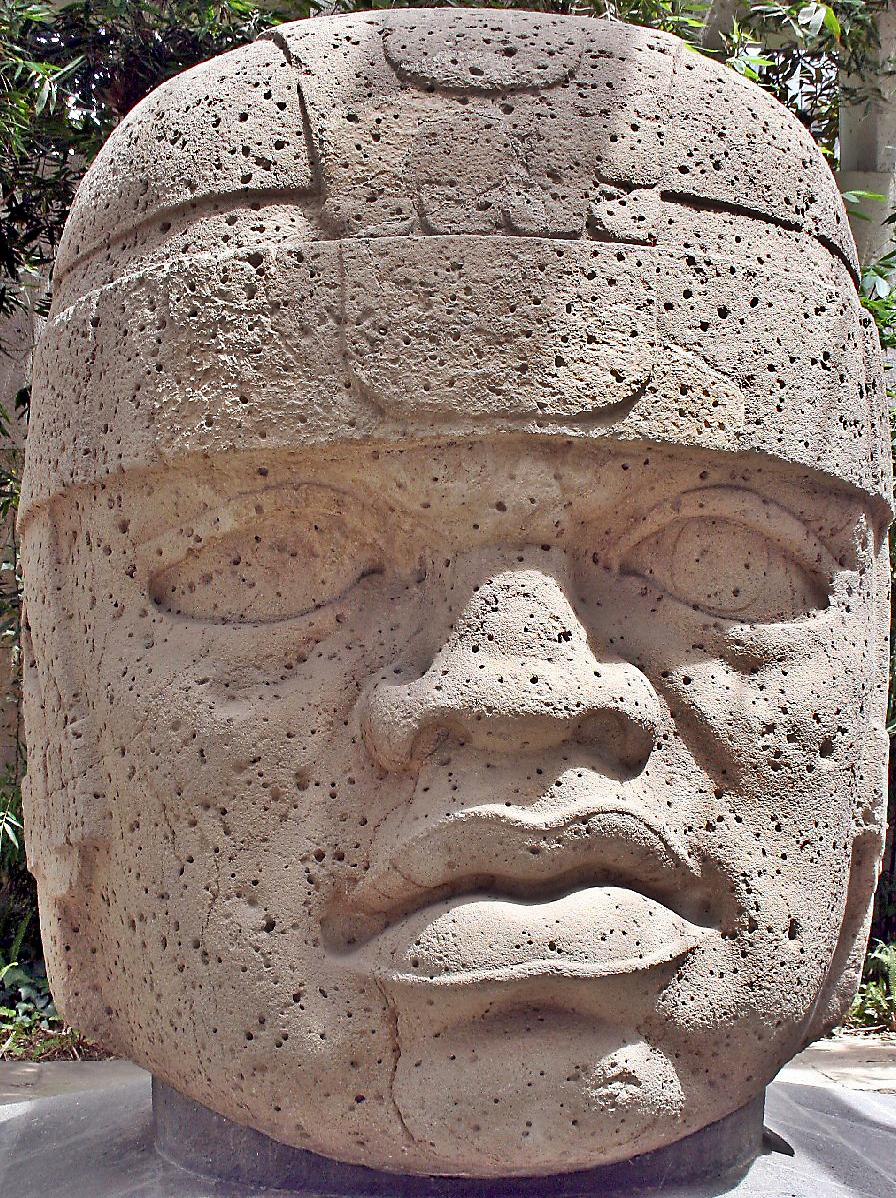
Capul Colosal 1 de la San Lorenzo
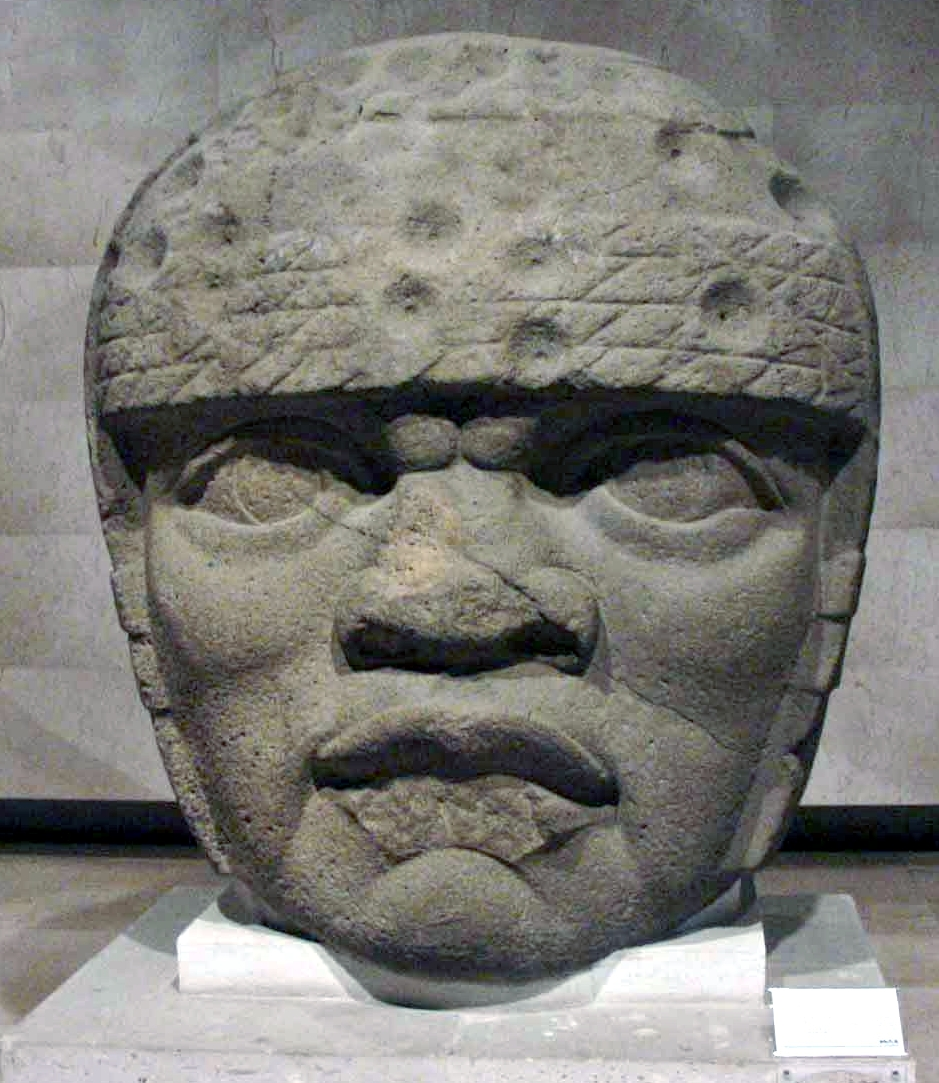
Capul Colosal 3 de la San Lorenzo
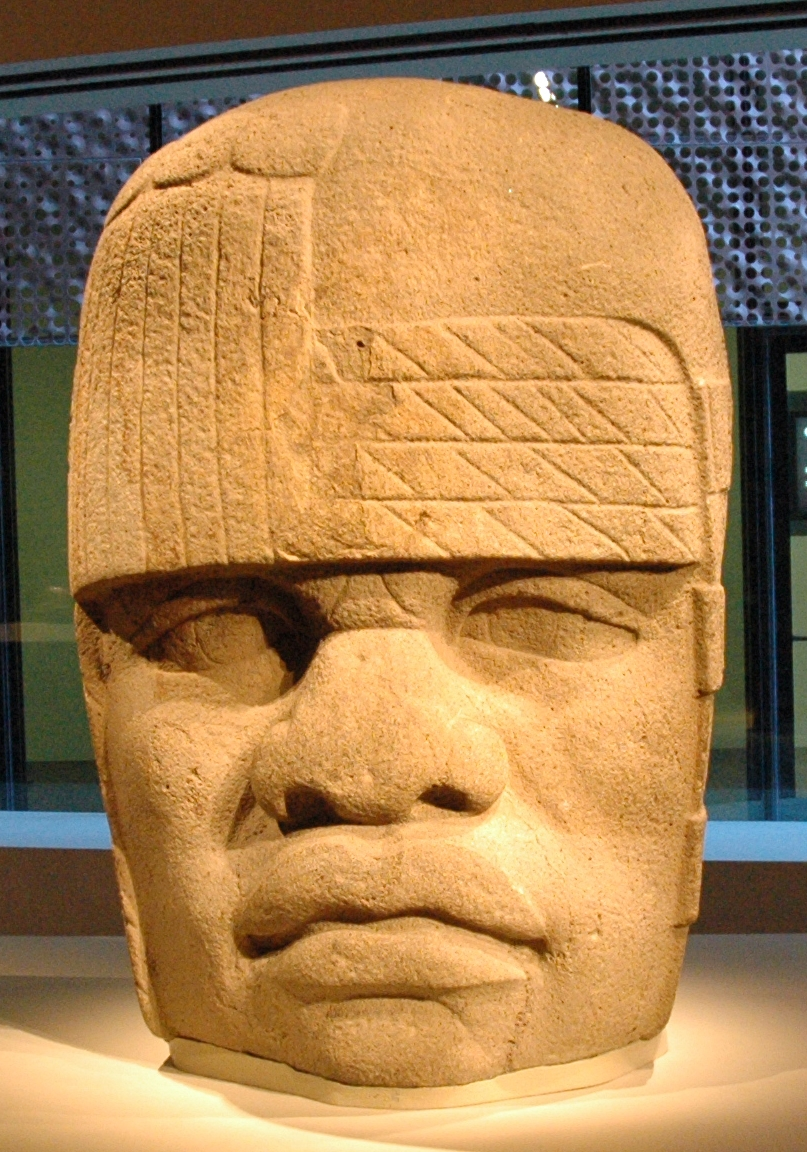
Capul Colosal 4 de la San Lorenzo
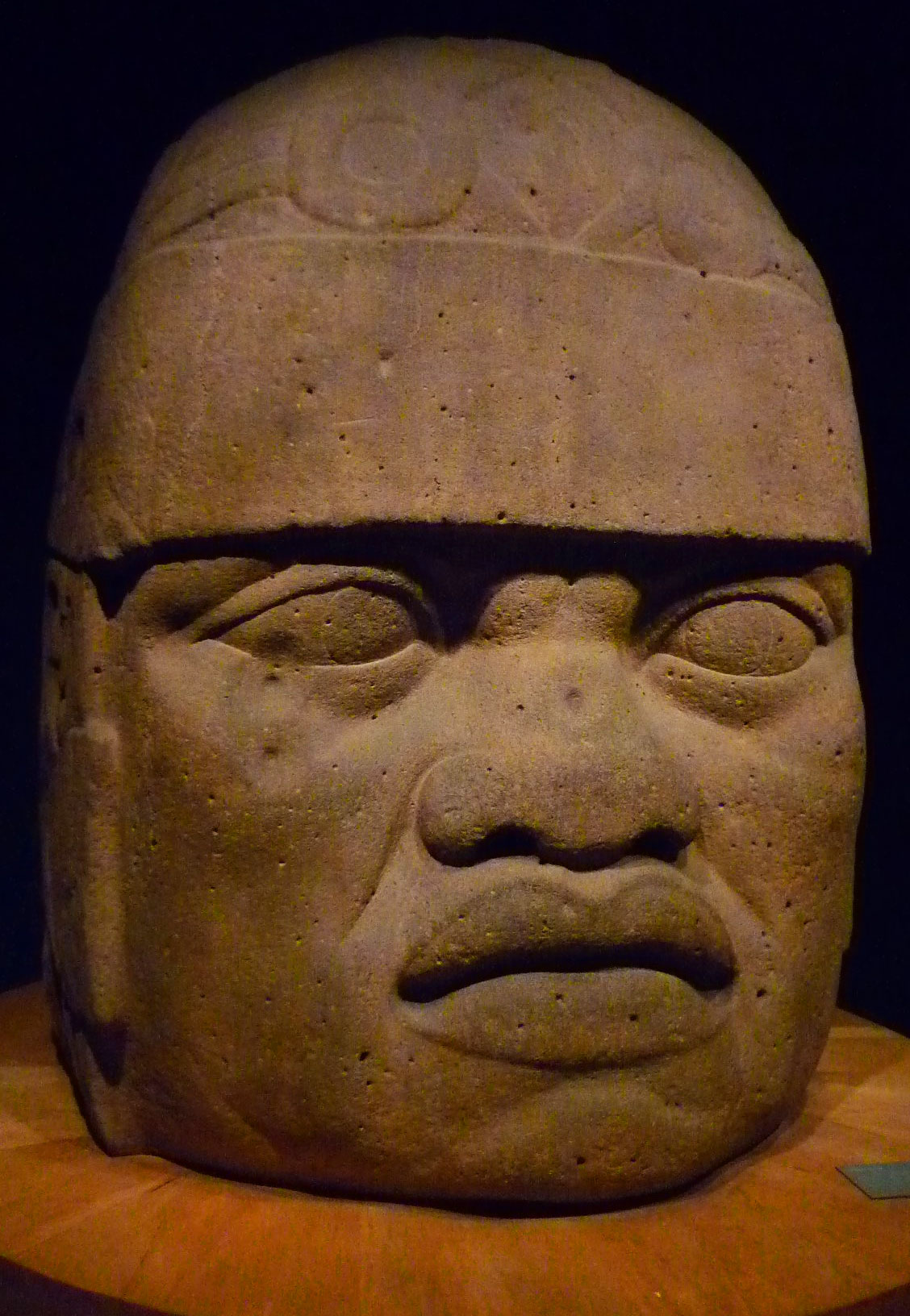
Capul Colosal 6 de la San Lorenzo
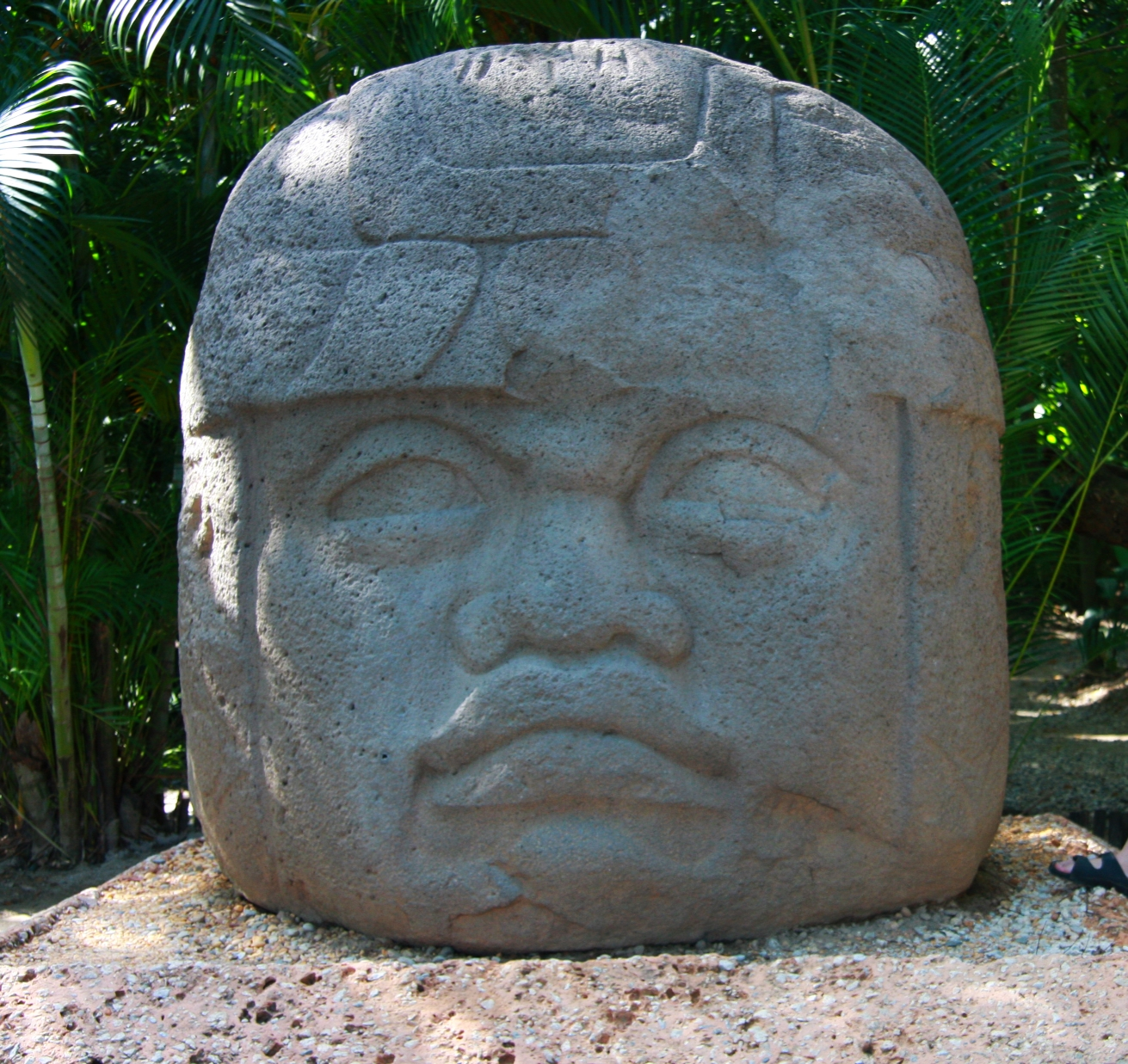
Monumentul 1 de la La Venta
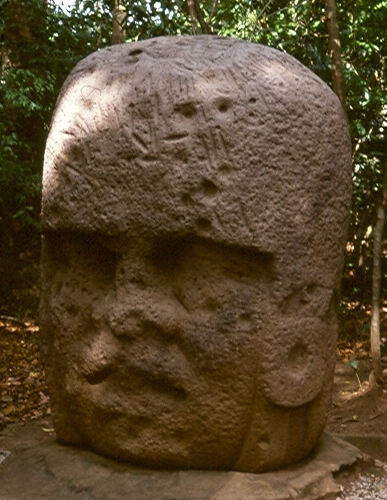
Monumentul 3 de la La Venta

Capetele colosale olmece sunt reprezentări are unor capete umane, realizate din bolovani imenși de bazalt. Capetele daează cel puțin din 900 î.e.n. și au trăsăuri distinctive ale 
civilizației olmece din Mesoamerica antică. Toate înfățișează indivizi maturi cu obraji cărnoși, nasuri turtite, și ochi puțin închiși. Trăsăturile lor faciale corespund locuitorilor din Tabasco și din Veracruz. Datorită faptului că bolovanii au fost aduși din munții Sierra de los Tuxtlas, fiind transportați pe o distanță lungă și solicitând un efort omenesc foarte mare, se crede că aceste capete colosale ar fi de fapt portretele unor conducători olmeci puternici. Ele variază în înălțime, de la 3,4 metri până la 4,8, iar în greutate de la 6 până la 50 de tone.
Descoperirea unui cap la Tres Zapotes, în secolul al XIX-lea a avut drept consecința prima investigație arheologică a culturii olmece de Matthew Stirling în 1938. 17 exemple confirmate au fost descoperite de-a lungul coastei Golfului Mexic.
Cele 17 capete au fost descoperite în 4 situri:
| Situl arheologic | Numărul | Desemnări                               |
| ---------------- | ------- | --------------------------------------- |
| San Lorenzo      | 10      | Capetele cu numere de la 1 până la 10   |
| La Venta         | 4       | Monumentele cu numere de la 1 până la 4 |
| Tres Zapotes     | 2       | Monumentele A & Q                       |
| Rancho la Cobata | 1       | Monumentul 1                            |

## Securile votive/Kunz

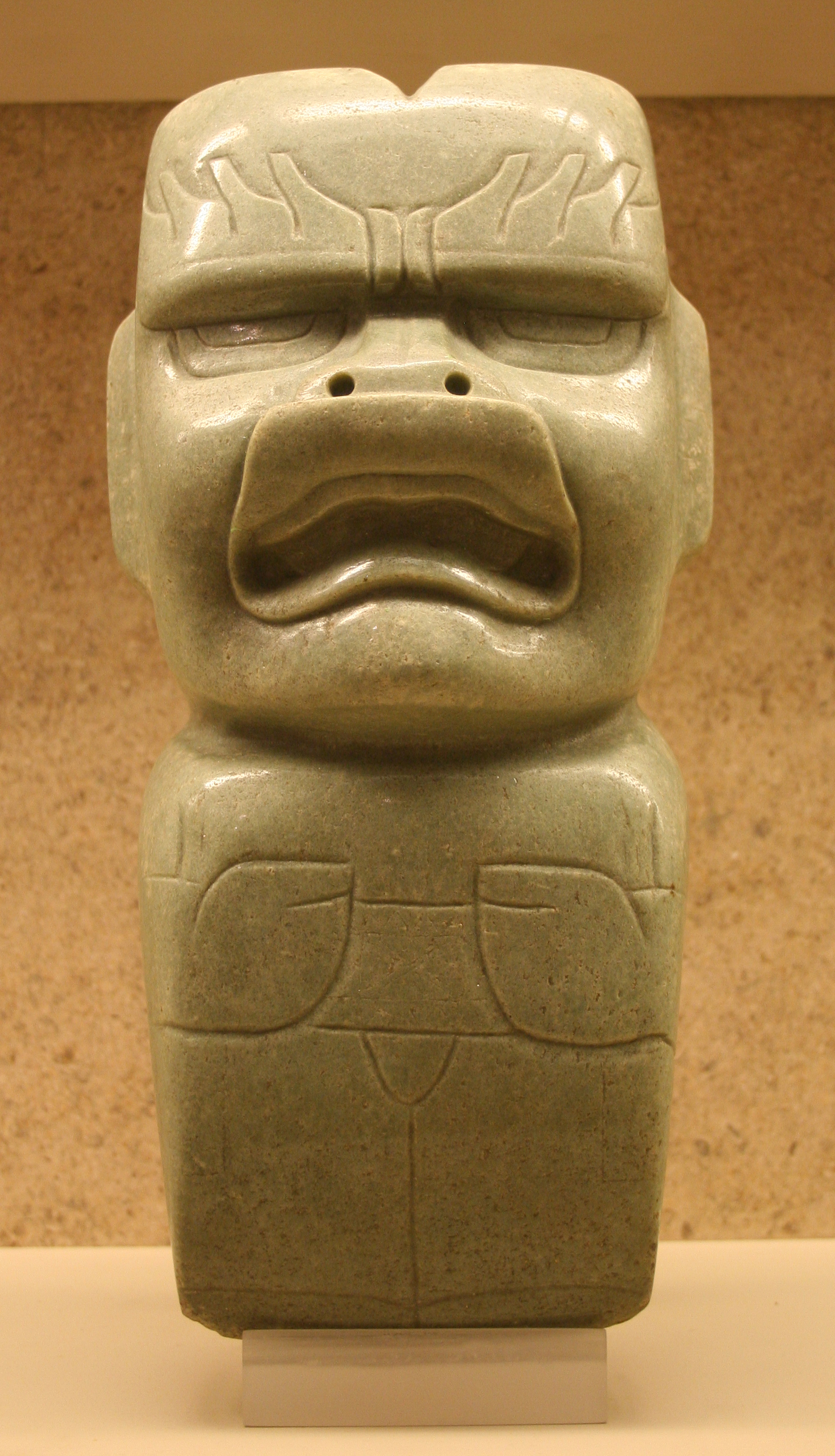
Securea Kunz care se află la British Museum (Londra), și care datează din aproximativ 1200 î.e.n. - 400 î.e.n.
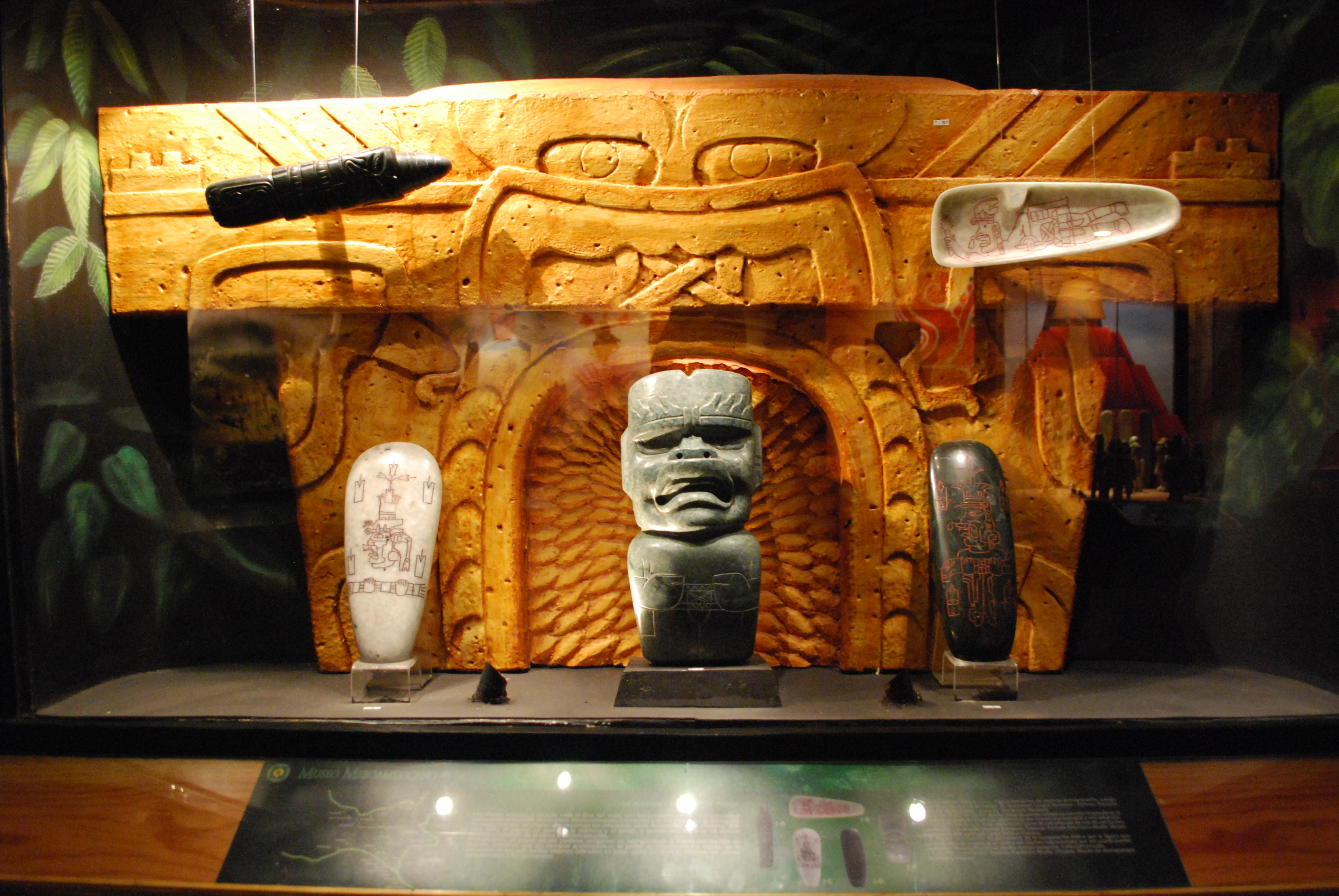
Cea din Muzeul Mesoamerican al Jadului, San Cristóbal de las Casas, Mexic
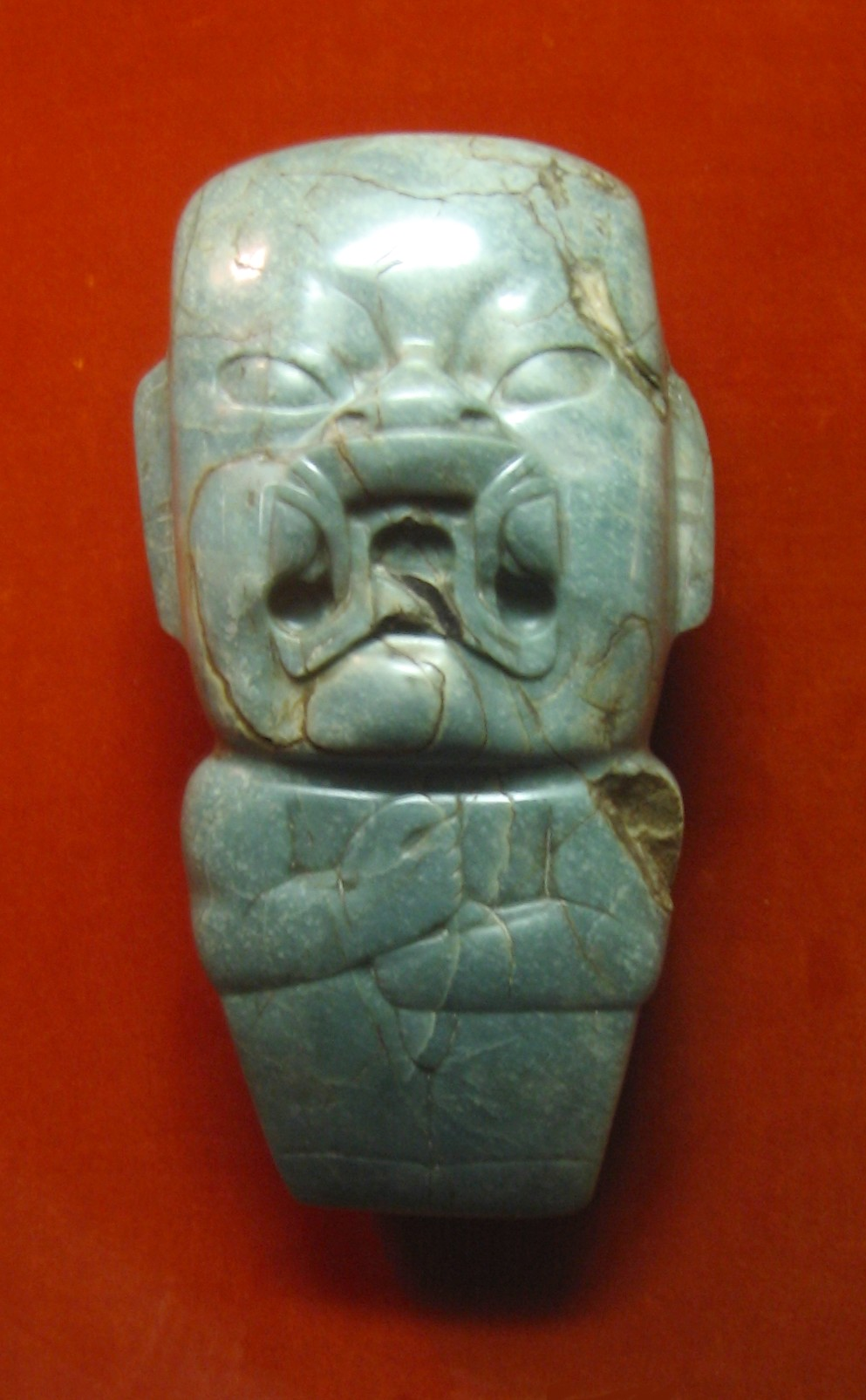
Cea din Muzeul American de Istorie Naturală

În 1889, arheologul mexican Alfredo Chavero compara capul colosal de la Hueyapan cu o secure votivă, lustruită și cizelată, care reprezintă o ființă supranaturală cu trăsături de jaguar. Era prima încercare de a stabili o relație între două obiecte și, prin urmare, de a determina un stil.

## Galerie

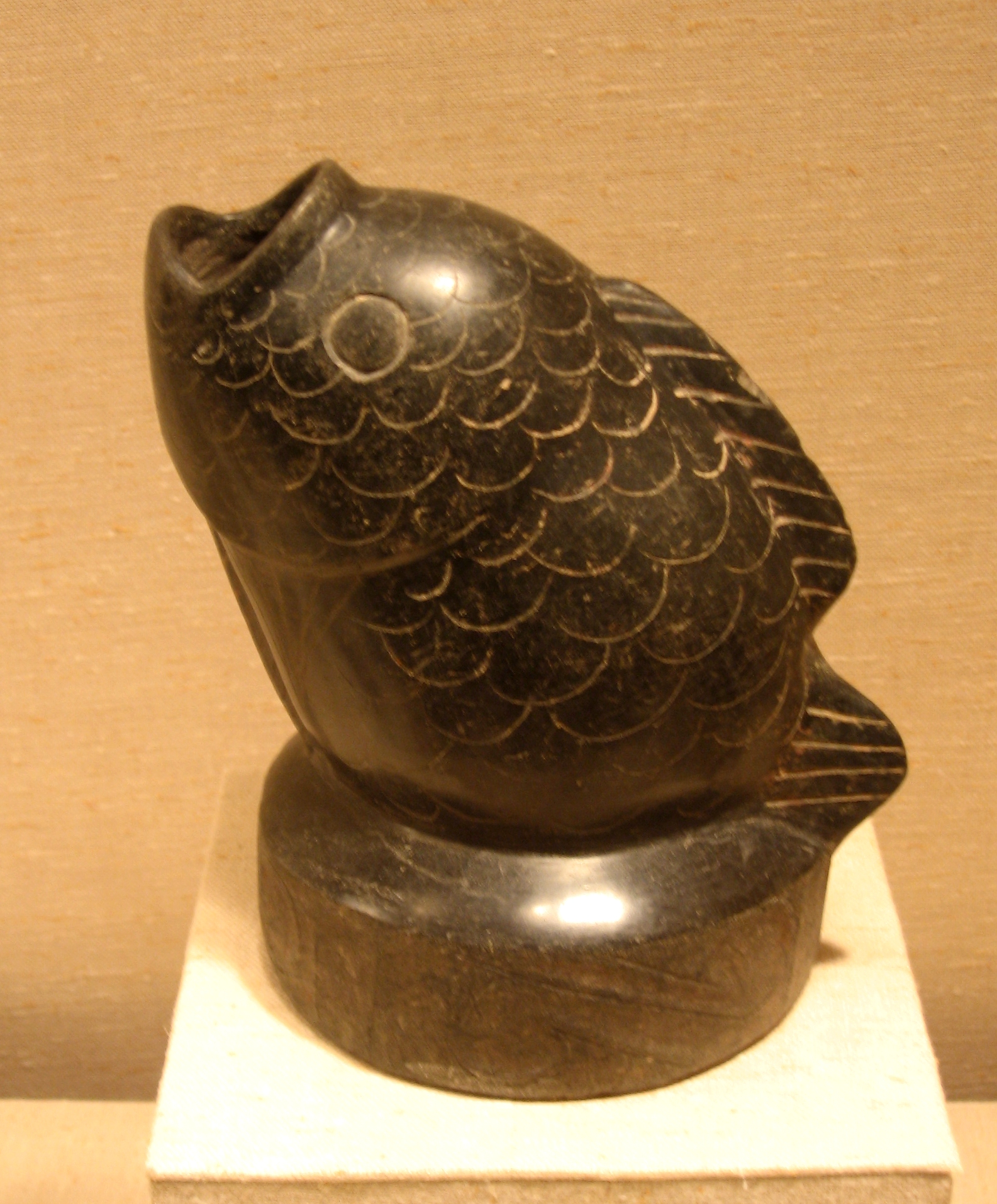
Vas în formă de pește care datează din perioada dintre secolele al XII-lea î.e.n. și al IX-lea î.e.n.. Înălțimea sa este de 16,5 centimetri (6,5 țoli)

## Legături externe
- fr  Figurines olmèques de fœtus humains
- fr en  Tribal Art Magazine - Magazine trimestriel spécialisé dans les Arts d'Afrique, d'Océanie, d'Asie et d'Amérique, d'Océanie, d'Asie et d'Amérique
- en  Jaguar à Chalcatzingo
- en  Têtes colossales
- en  „Pre-Columbian Americas.Olmec culture, Tlapacoya, Mexico.Bowl”. Arhivat din original la 11 septembrie 2008. Accesat în 29 decembrie 2017.